# Marie Alexandrine Becker

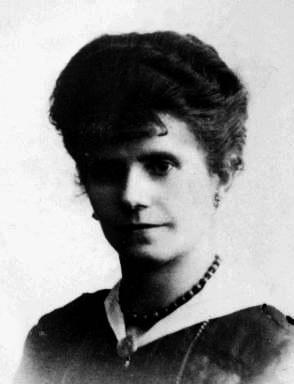
Marie Becker, 1905, im Alter von 26 Jahren

Marie Alexandrine Becker (* 14. Juli 1879 in Landen als Marie Alexandrine Petitjean; † 11. Juni 1942 in Vorst) war eine belgische Serienmörderin. Mithilfe von Herzglykosiden tötete sie mindestens 11 Menschen und ist seither die tödlichste Serienmörderin Belgiens.

## Leben
Marie wuchs auf einem Bauernhof in Landen auf. Mit 16 Jahren zog sie nach Lüttich, um im Textilgeschäft ihrer Tante zu arbeiten. Im Alter von 26 Jahren lernte sie ihren baldigen Ehemann Charles Becker auf der Weltausstellung in Lüttich kennen. Gemeinsam übernahmen sie eine Metzgerei, jedoch ohne Erfolg. Als der Vater von Charles starb, hinterließ er ihnen viel Geld. Mit diesem Geld eröffnete Marie ihr eigenes Bekleidungsgeschäft, mit Erfolg. Aufgrund der Weltwirtschaftskrise musste sie es aber 1929 aufgeben. 
1932 begann sie eine Affäre mit dem jüngeren Lambert Beyer, eine von vielen in ihrem Leben. Im Herbst 1932 tötete sie ihren Ehemann Charles, indem sie ihm Herzglykoside in seinen Tee mischte. Die anfängliche Todesursache lautete jedoch Krebs. Mit dem Nachlass eröffnete sie ein neues Bekleidungsgeschäft. Immer wieder lud sie alte Damen zum Tee ein und lieh sich kurz vor ihrem  Tod große Geldsummen von ihnen. Sehr wahrscheinlich wurden sie wie ihr Liebhaber Beyer und ihr Ehemann Becker vergiftet. 
Marie begann nach diesen Taten ein ausschweifendes und kostspieliges Leben mit Nachtklubbesuchen und ließ sich mit deutlich jüngeren Männern ein. Um dieses Luxusleben weiter finanzieren zu können, übernahm sie die Betreuung pflegebedürftiger Menschen, die sie vergiftete und beraubte. Auf ihren Beerdigungen spielte sie dann immer die untröstliche Freundin.
Als sich eine Freundin bei ihr über ihren Ehemann beschwerte, machte sie Bemerkungen, dass sie wüsste wie sie ihren Mann loswerden würde und dass sie ihr Herzglykoside besorgen könnte wie bei der Witwe Lange-Damoutte. Mit diesen Informationen ging die Freundin zur Polizei. Bei Beckers Festnahme und der Durchsuchung ihrer Wohnung im Jahr 1936 wurden 18 leere Flaschen mit Herzglykosiden und viele vermisste Gegenstände aus verschiedenen Nachlässen gefunden.
Das Gericht beschloss daraufhin die Exhumierung einiger Verstorbener, bei denen im Nachhinein Anzeichen einer tödlichen Dosis Herzglykoside nachgewiesen werden konnte. Becker bestritt weiterhin die Vorwürfe. 1938 wurde sie von einem Schwurgericht zum Tode verurteilt, das wenig später in eine lebenslange Freiheitsstrafe umgewandelt wurde. Das Gericht sah es als erwiesen, dass sie mindestens elf Menschen ermordet und bei mindestens fünf weiteren selbiges versucht hatte. Vermutlich gab es noch mehr Opfer.

## Weblink
- Koen Van De Sype: Deze zwarte weduwe voert top 10 Belgische massamoordenaars aan. In: Het Laatste Nieuws. 1. August 2017 (niederländisch).

| Personendaten    | Personendaten                              |
| ---------------- | ------------------------------------------ |
| NAME             | Becker, Marie Alexandrine                  |
| ALTERNATIVNAMEN  | Petitjean, Marie Alexandrine (Geburtsname) |
| KURZBESCHREIBUNG | belgische Serienmörderin                   |
| GEBURTSDATUM     | 14. Juli 1879                              |
| GEBURTSORT       | Landen, Belgien                            |
| STERBEDATUM      | 11. Juni 1942                              |
| STERBEORT        | Vorst, Belgien                             |